# Riesweiler
Riesweiler ist eine Ortsgemeinde im Rhein-Hunsrück-Kreis in Rheinland-Pfalz. Sie gehört der Verbandsgemeinde Simmern-Rheinböllen an.

## Geographie
Riesweiler liegt inmitten des Hunsrücks an der Nordseite des Soonwalds. Auf der Gemarkung befindet sich die mit 653 Metern höchste Erhebung im Rhein-Hunsrück-Kreis, der Simmerkopf.

## Geschichte

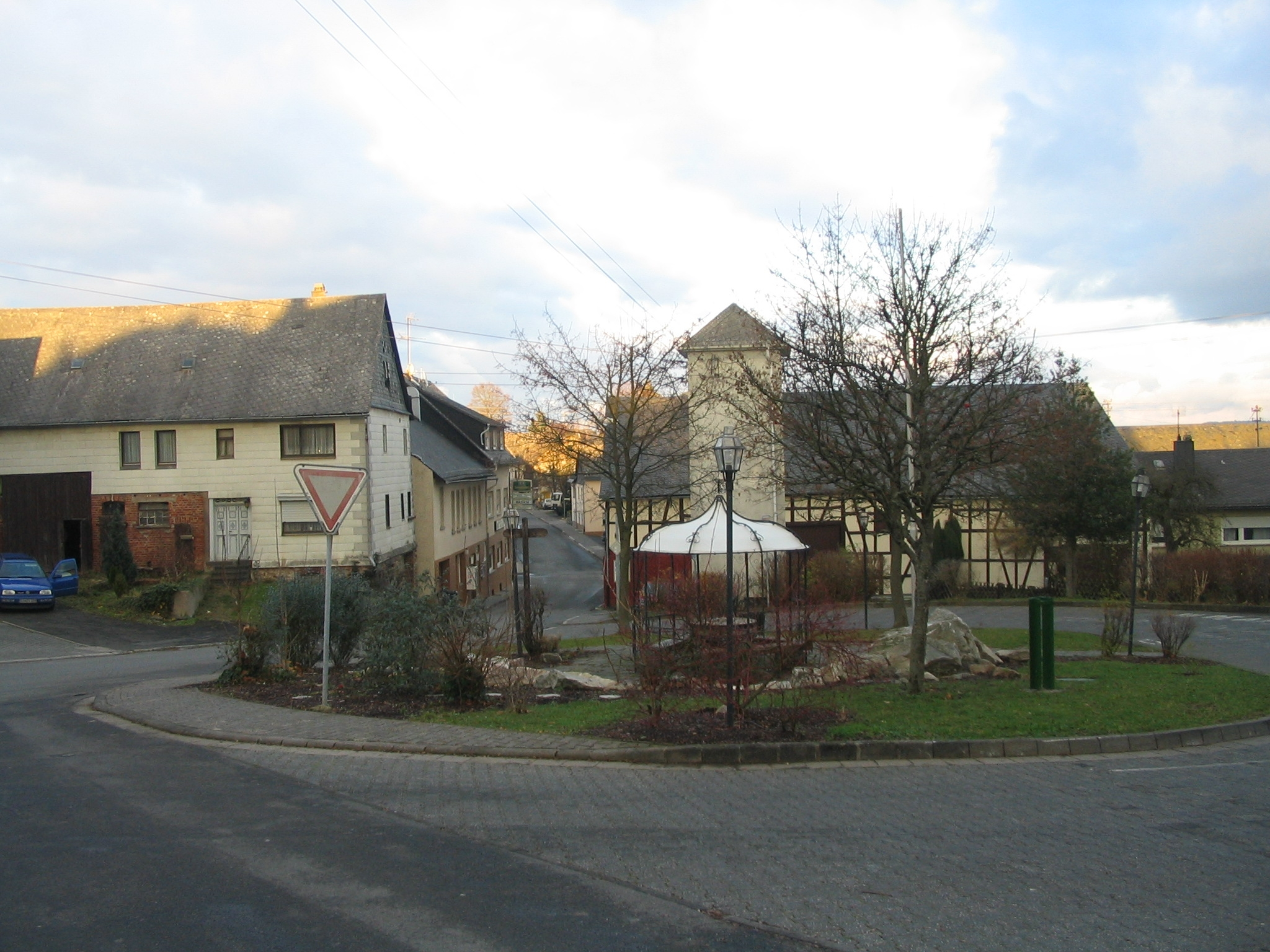
Der Dorfmittelpunkt

Riesweiler hat womöglich eine römische Vergangenheit, denn es liegt an einer alten Römerstraße, einem Zweig der Ausoniusstraße, die am Friedhof vorbei auf Stromberg zu verlief. Bei der Erschließung der Ortserweiterung 2003 wurde der alte Straßendamm angeschnitten.
In der Schenkung einer Gertrudis de Honrein (Horn) an das Kloster Ravengiersburg aus dem Jahre 1135 wird Riesweiler erstmals urkundlich als Runeswilre erwähnt. Die Urkunde gilt als Fälschung des Archivars Georg Friedrich Schott.
Der Klosterherrschaft folgte die Landesherrschaft der Kurpfalz. Friedrich III. führte am 16. Juli 1557 die Reformation ein. So wurde auch Riesweiler protestantisch. Nach dem Dreißigjährigen Krieg und der Gegenreformation war das katholische Element wieder erstarkt. Bei der Pfälzischen Kirchenteilung von 1705 wurden die Kurpfälzer Kirchen auf die drei christlichen Konfessionen je nach ihrer Stärke aufgeteilt. Die Kirche in Riesweiler wurde den Reformierten zugeteilt.
Um das Jahr 1762 wurde die Kirche ganz neu aufgebaut.
Mit der Besetzung des Linken Rheinufers 1794 durch französische Revolutionstruppen wurde der Ort französisch.
1813 brach in Riesweiler ein Brand aus, der nahezu den gesamten Ort vernichtete. 1815 wurde das Rheinland auf dem Wiener Kongress dem Königreich Preußen zugeordnet. In den Hungerzeiten des 19. Jahrhunderts kehrten viele Riesweiler dem Ort den Rücken und wanderten aus. Nach dem Ersten Weltkrieg wurden die linksrheinischen Gebiete zeitweise französisch besetzt. Am Ende des Zweiten Weltkrieges wurden viele Gebäude durch Artilleriebeschuss zerstört. Seit 1946 ist der Ort Teil des damals neu gebildeten Landes Rheinland-Pfalz.
Statistik zur Einwohnerentwicklung
Die Entwicklung der Einwohnerzahl der Gemeinde Riesweiler, die Werte von 1871 bis 1987 beruhen auf Volkszählungen:
| Jahr | Einwohner |
| 1815 | 423       |
| 1835 | 516       |
| 1871 | 519       |
| 1905 | 583       |
| 1939 | 554       |

| Jahr | Einwohner |
| 1950 | 645       |
| 1961 | 613       |
| 1970 | 643       |
| 1987 | 702       |
| 2005 | 741       |

## Politik

### Bürgermeister
Phillip Oswald (FWGR) wurde im Juni 2024 zum Ortsbürgermeister von Riesweiler gewählt.
Sein Vorgänger war Johannes Herrmann seit Juli 2019. Da bei der Direktwahl am 26. Mai 2019 kein Kandidat angetreten war, wurde er in der konstituierenden Sitzung des Gemeinderats gewählt.
Hermanns Vorgänger Thomas Auler hatte das Amt seit 2004 ausgeübt, war 2019 aber nicht erneut angetreten.

## Kultur und Sehenswürdigkeiten

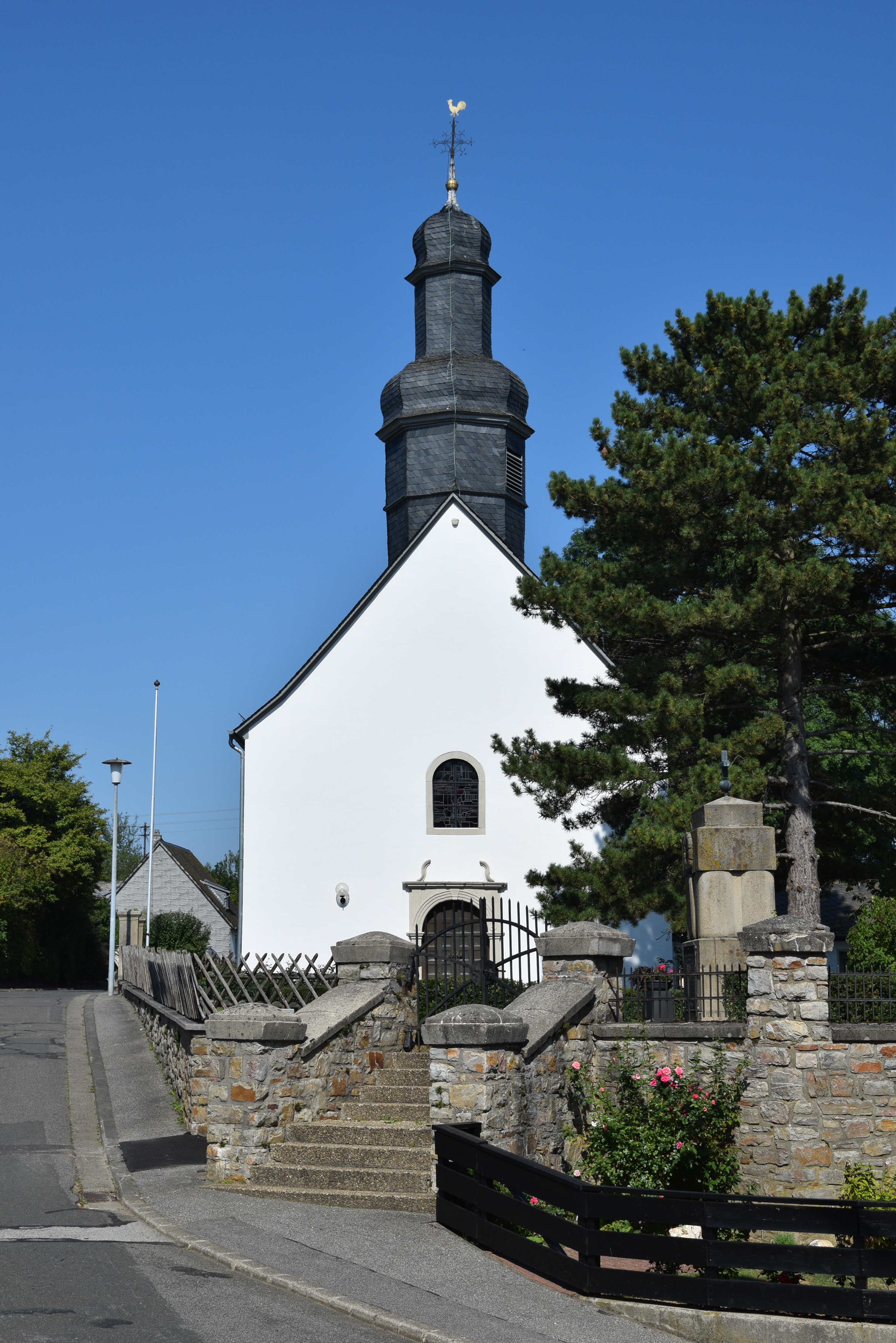
Ev. Kirche in Riesweiler

Hoch oben im Wald findet sich der „Räzebore“ (Reizenborn). Hier bestand im 18. Jahrhundert eine Einsiedelei, die Eremitage Maria Reizenborn. Auf den alten Fundamenten wurde 1997 eine Kapelle neu aufgebaut und 1998 geweiht. In einer offenen Waldkirche oberhalb der Einsiedelei werden im Sommer gut besuchte Gottesdienste unter freiem Himmel abgehalten. Um den Reizenborn ranken sich Geschichten und Sagen. Das Wunderbild von Spabrücken soll von hier stammen.
Die Eremitage Maria Reizenborn im Wald oberhalb Riesweilers war ein Rastplatz an einem Pilgerweg von Simmern nach Spabrücken, der hier den Soonwaldrücken überquerte. Wenn die Ausoniusstraße als einer der Zuwege zum Jakobsweg, dem Pilgerweg nach Santiago de Compostela, angesehen werden kann, so kamen hier bei Riesweiler zwei Pilgerstraßen zusammen. Die Ausoniusstraße soll jetzt zusätzlich als Jakobsweg ausgezeichnet werden.
In der um das Jahr 1762 erbauten evangelischen Kirche in Riesweiler fallen drei monumentale steinerne Köpfe auf. Eine der Skulpturen ist außen im westlichen Giebeldreieck zu sehen; zwei andere tragen im Inneren als Konsolen die Empore. Ein Heimatforscher vermutet einen Ursprung der Köpfe in vorchristlicher Zeit. Damals habe am Reizenborn ein von steinernen Götterfiguren umringter Kultplatz der keltischen Ureinwohner bestanden. Nach der mittelalterlichen Christianisierung seien um das Jahr 1000 n. Chr. die noch vorhandenen Köpfe der Idole in der ersten Kirche Riesweilers vermauert und dann auch in deren Folgebauten übernommen worden. Typologisch seien diese Steinbildwerke mit den Götterfiguren vom Mont Beuvray (Bibracte) und den im archäologischen Museum von Dijon (Burgund) aufbewahrten Idolen eines keltischen Heiligtums an den Quellen der Seine verwandt.
Siehe auch: Liste der Kulturdenkmäler in Riesweiler

### Vereine
Im Wechsel mit der Freiwilligen Feuerwehr wird von der Ortsgemeinde die jährliche Kirmes ausrichtet. Einmal jährlich veranstaltet der ortsansässige Theaterverein guggemo e. V. in der Soonblickhalle einen Theaterabend.

## Wirtschaft und Infrastruktur
- Der Schinderhannes-Soonwald-Radweg von Gemünden nach Simmern verläuft durch den Ort.
- Die Verkehrsanbindung an den überörtlichen Verkehr erfolgt über die nur wenige hundert Meter entfernte Bundesstraße 50.
- Die Landesstraße 162 verbindet die B 50 und Riesweiler am Soonwald entlang mit Gemünden.
- Die Riesweiler Radwege sind allesamt an das Hunsrücker Radwegenetz angeschlossen.

## Persönlichkeiten

### Mit Riesweiler verbunden
- Wolfgang Rumpf (1936–2006), deutscher Diplom-Forstwirt, Politiker (FDP) und ehemaliger Bundestagsabgeordneter.
- Thomas Auler (1959), deutscher Politiker (FDP) und ehemaliger Landtagsabgeordneter des rheinland-pfälzischen Landtages.